# Gladiator (rzeźba w Muzeum Narodowym w Krakowie)

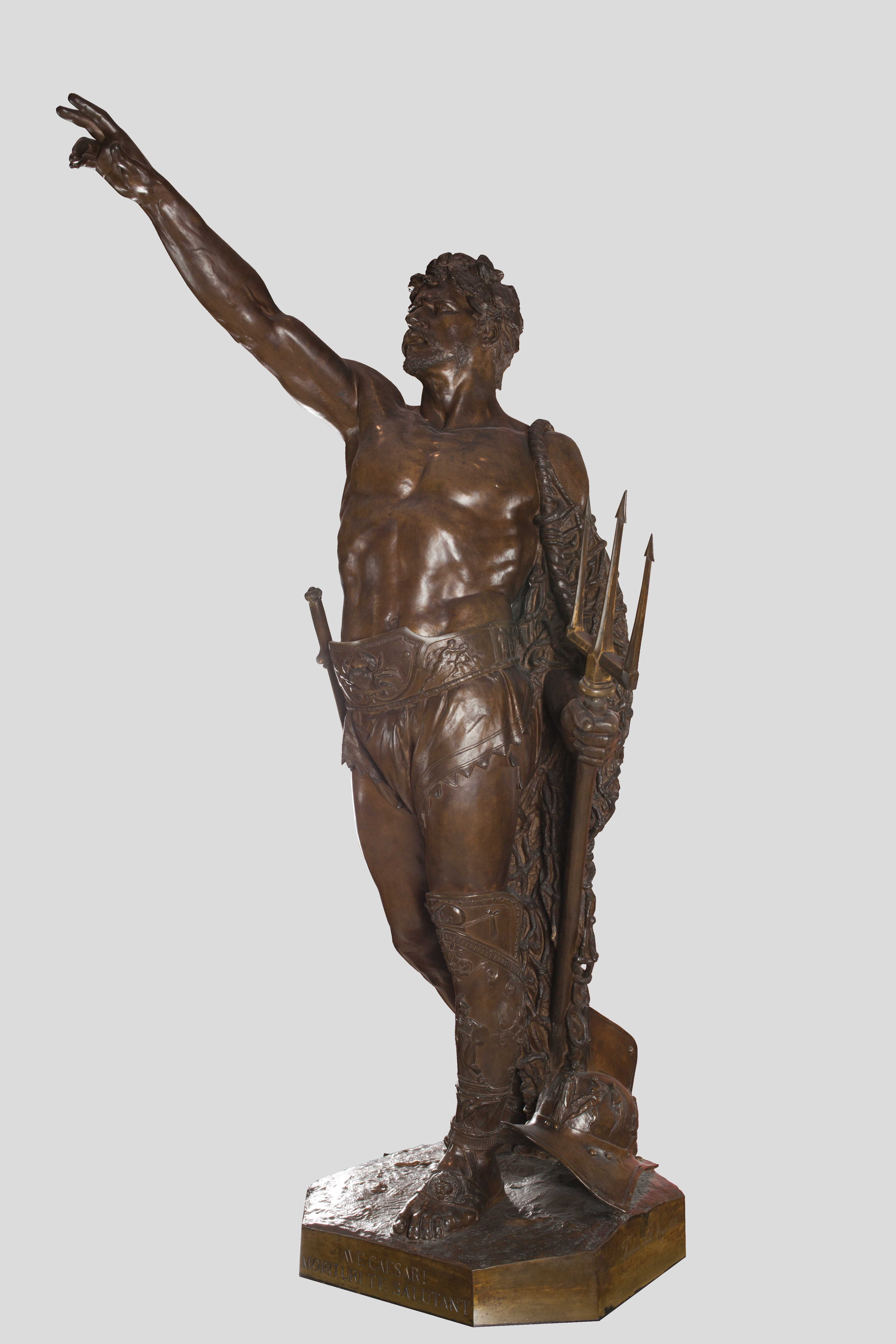

Gladiator – rzeźba autorstwa polskiego rzeźbiarza i malarza Piusa Welońskiego wykonana w Rzymie w roku 1880 (odlew w 1881). Posąg z brązu znajduje się w Sali Siemiradzkiego Galerii Sztuki Polskiej XIX wieku w Sukiennicach (oddział Muzeum Narodowego w Krakowie).
Gladiatora kopiowano w różnej skali i z różnych materiałów. Można go oglądać nie tylko w Krakowie ale także w Warszawie między innymi w parku Ujazdowskim (odlew z brązu) i wykonanego w marmurze w sali kinowej Zachęty – Narodowej Galerii Sztuki.

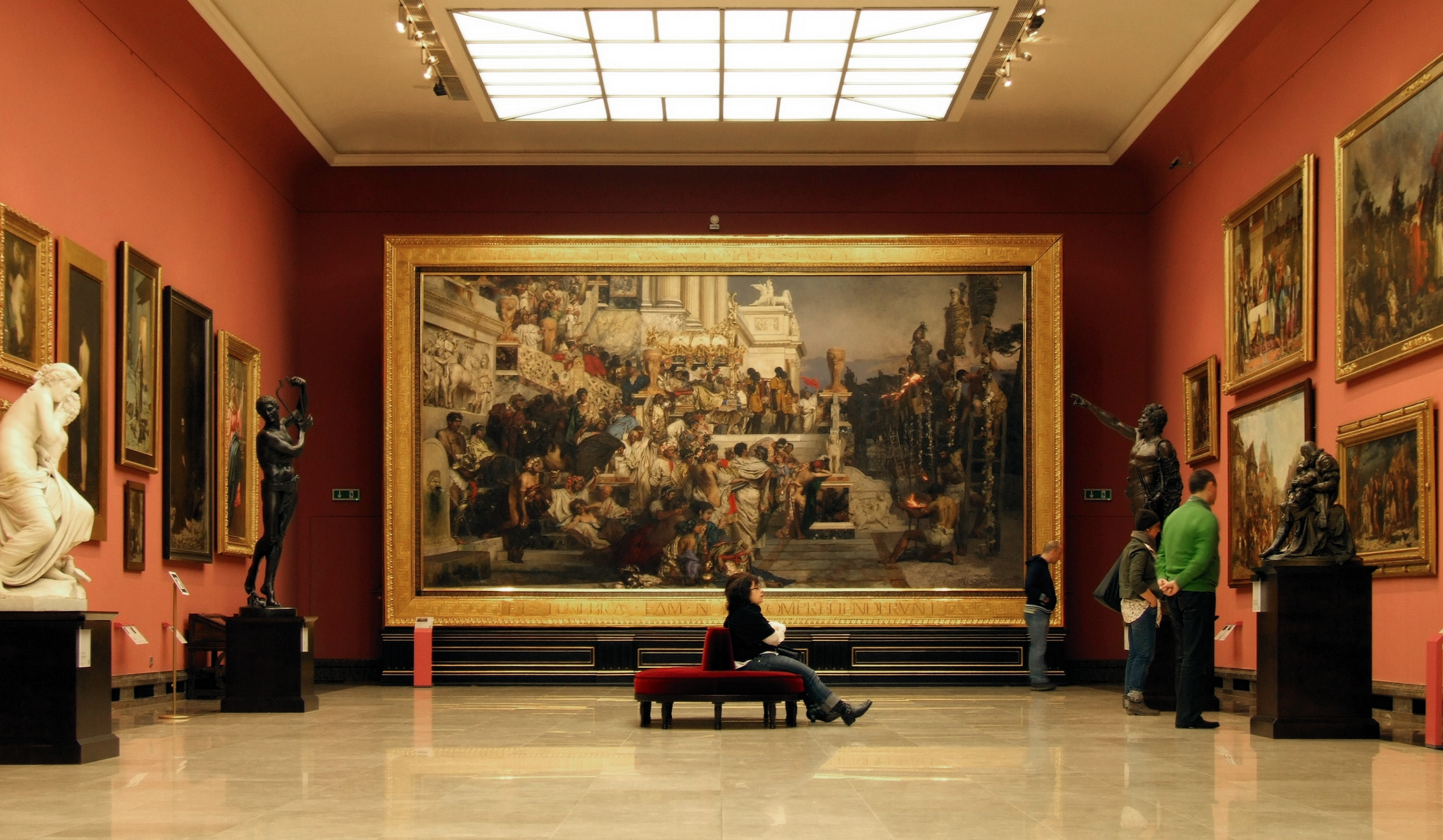
Gladiator w Sali Siemiradzkiego Galerii Sztuki Polskiej XIX wieku
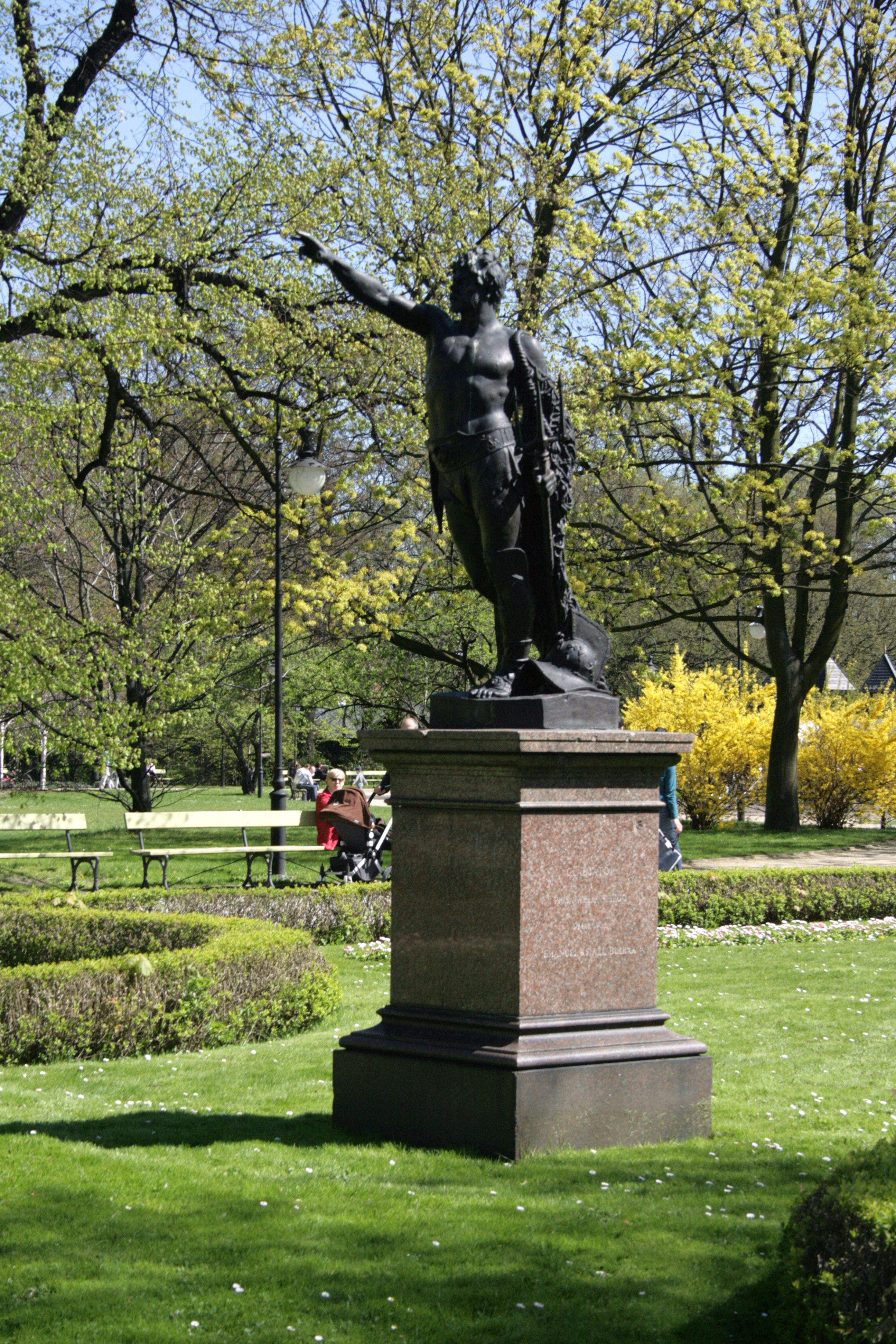
Gladiator w parku Ujazdowskim
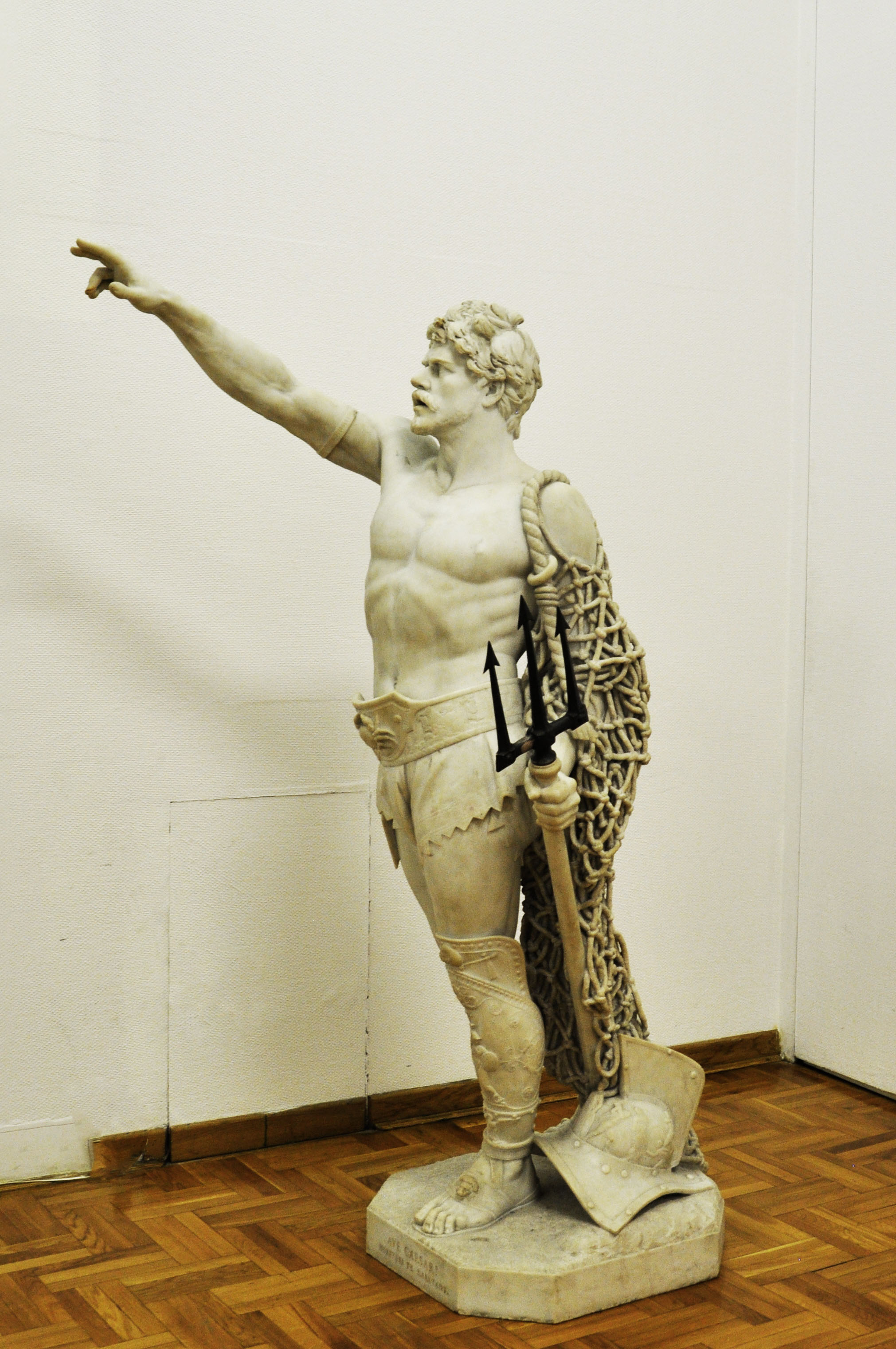
Gladiator w Zachęcie – Narodowej Galerii Sztuki

## Opis rzeźby
Rzeźba Welońskiego o wysokości 180 centymetrów przedstawia rzymskiego gladiatora typu retiarius (łac. sieciarz) z uniesioną prawą ręką idącego do walki na śmierć i życie ze słowami Ave Caesar, morituri te salutant (z łac. „Witaj Cezarze, idący na śmierć cię pozdrawiają”) – wskazuje na to napis wyryty na postumencie. Retiarius wyposażony jest w sieć zawieszoną na lewym ramieniu, trójząb trzymany w lewej dłoni i sztylet pugio na pasie z krabem po prawej. Uzupełnieniem wyposażenia jest galerus za lewą nogą.

Pełnoplastyczna, całopostaciowa rzeźba gladiatora wzbudziła podziw krytyki. Henryk Struve pisał: 

Wyznać możemy, że od dawna, [...] nie widzieliśmy utworu rzeźbiarskiego wywołującego równie potężne i imponujące wrażenie. [...] dokładność anatomiczna w odtworzeniu każdego muskułu, wyrazistość ich modelowania oraz proporcjonalność całej olbrzymiej figury świadczą wymownie, że artysta uczył się ze wzorów pierwszorzędnych, klasycznych.

Pius Weloński za rzeźbę Gladiator otrzymał godność członka Akademii Sztuk Pięknych w Petersburgu.

## Gladiator jako alegoria
Słowiańska fizjonomia gladiatora, zwracała uwagę polskiej publiczności dopatrującej się w dziele Welońskiego ukrytego przesłania narodowego. Świadomość narodowa kazała widzieć w tej rzeźbie alegorię sytuacji Polaków pod zaborami, bowiem los i życie rzymskiego gladiatora zależne było od jego właściciela.